# Курага
Курага́ (от кирг. кургак — «сухой») — высушенные половинки плодов абрикоса без косточки. В большинстве случаев в настоящее время в России под названием "курага" на самом деле продается кайса (высушенные целые абрикосы без косточек).
Из абрикоса получают и другие сухофрукты:
- урю́к — высушенный цельный плод мелкоплодного абрикоса с косточкой, используемый главным образом для изготовления компотов[2][3];
- кайса́[4] — цельный высушенный плод без косточки, которая удалена через углубление в месте прикрепления плодоножки[5];
- ашта́к (аштак-паштак) — цельный высушенный плод, из которого перед сушкой была вынута косточка, из неё извлечено ядро и вложено обратно в абрикос[6];
- жердёла — мелкий сладкий абрикос;
- шептала — слегка подвяленные плоды без косточек[7].

## Этимология
Слово курага (ср. уйгурск. kurägä) имеет тюркское происхождение. В русском языке слово курага́ является тюркским заимствованием: сравните с татарским словом күрәгә ‘курага, урюк без косточки’; в словаре тюркизмов: курага ‘сушеные абрикосы без косточек’ от тюрк. куру ‘сохнуть’; курак, куруг ‘сухой’.
По мнению грузинского лингвиста  Мераба Чухуа, слово курага имеет дагестанское происхождение, так как этимологически в его основе (курага-курега) лежат корни, обозначающие абрикос, что подтверждается общедагестанским происхождением, ср.: авар. (чад.) курук / унт. калкур, ахв. кураке «абрикос» и др. Кумыкские, и русские алломорфы произошли от лексемы курага/курега ахв. кураке типа «абрикос».
По другой версии слово «курага» имеет дагестанское происхождение. Оно относится к древности, возможно, не меньшей, чем время бытования центрально-дагестанского языкового единства, т.е. не позднее 3-го тысячелетия до н.э. Исходная форма слова – къурчи (анд. – абрикос; дарг. цудах. диал. – персик). Трансформации къ - к и ч - к по данным исторической и, особенно, сравнительной фонологии, обычны для дагестанских языков. Исходя из этого, основу кърч правомерно рассматривать, как лексический эквивалент крк. Причем, р является здесь инфиксом, представляющим собой окаменелый классный маркер. На это указывает то, что в мунинском диалекте андийского языка данное слово, лишённое классного показателя, имеет форму «къучи». Соответственно, здесь фонетические переходы будут выглядеть, как: къч = кк. В этой связи обращает на себя внимание то, что в чамалинском языке название абрикоса звучит, как кокон. Корневой основой здесь будет кк, что является соответствие тому самому мунинскому къч. Интересно, что в аварском кокон означает «слива». Поскольку в развитии языка возникновение более общих, родовых лексических единиц предшествует появлению разнообразия их частных обозначений, возникает мысль о том, что на уровне, предшествующем времени аваро-андийского языкового единства (когда, конечно, еще не было садоводства) словом близким по корню с кк называлась группа косточковых фруктов.

## Приготовление
Без косточек сушат крупноплодные сорта абрикоса. Первое место в мире по производству кураги и урюка занимает Турция, на этой продукции специализируется область Малатья на востоке этой страны. В Новом свете крупнейший производитель сушёного абрикоса — американский штат Калифорния.
Для изготовления кураги плоды абрикосов сначала кратковременно обрабатывают дымом от сжигания серы, которое останавливает процесс гниения, убивая все микроорганизмы, затем сушат в специально отведённых для этого местах на солнце в течение нескольких дней, после чего и получается готовый продукт. Для изготовления одного килограмма кураги необходимо 3–4 килограмма свежих абрикосов. Если в процессе сушки на абрикос попадает влага, натуральная курага получается тёмного цвета.

## Питательная ценность
Основная ценность данного продукта в том, что при высушивании сохраняется большинство витаминов и микроэлементов. Курага ценна высоким содержанием калия, органических кислот, каротина, фосфора, кальция, железа, витамина В5. Широко используется в кулинарии при приготовлении десертов.
| Содержание питательных веществ в 100 г продукта | Содержание питательных веществ в 100 г продукта |
| ----------------------------------------------- | ----------------------------------------------- |
| Вода                                            | 30,89 г                                         |
| Калорийность                                    | 241 ккал                                        |
| Энергия                                         | 1009 кДж                                        |
| Белок                                           | 3,39 г                                          |
| Жиры                                            | 0,51 г                                          |
| Углеводы                                        | 62,64 г                                         |
| - клетчатка                                     | 7,3 г                                           |
| - сахара                                        | 53,44 г                                         |
| сахароза                                        | 7,89 г                                          |
| глюкоза                                         | 33,08 г                                         |
| фруктоза                                        | 12,47 г                                         |